# Hans Grunwald
Hans Dietrich Grünwald (ur. 14 grudnia 1898, zm. 20 stycznia 1975) – członek NSDAP, SS-Brigadeführer, w okresie od lipca 1943 do lutego 1944 komendant policji porządkowej Ordnungspolizei w Generalnym Gubernatorstwie. Numer w NSDAP – 1 260 314.